# Antonio Muñoz Monge
Antonio Muñoz Monge (Pampas, Tayacaja, Huancavelica, 28 de abril de 1942) es un periodista y escritor peruano.

## Biografía
Estudió letras en la Universidad Nacional Mayor de San Marcos.
En 1991 publicó su libro de relatos Abrigo de esperanza, en 1992 El Patio de la otra casa y en 2007 la novela Que nadie nos espere.
Actualmente es escritor en el diario El Comercio. Como periodista, desde las páginas de El Comercio, con los seudónimos de “El Buscón” y “El Fugitivo”, nos ha llevado por los caminos de la rica e ilustrativa tradición andina y con la Revista “Festival”, ha hecho del folklore una muestra de calidad y tesón, de fe y perseverancia admirables.
Tiene como cuentista, los libros ”Abrazo esta Esperanza”(1991),con ilustraciones de la artista alemana Cristine Rosenthal, eterna enamorada de la cultura andina, que nos ha dejado una hermosa muestra de su pintura. “El Patio de la otra Casa” de 1992, “Nos estamos quedando Solos” de 1998 y “La Casa de Mercedes”, el año 2000.
Ha publicado un importante trabajo de investigación en el “Folklore Peruano y la Danza y Canto”.

## Premios y reconocimientos
- Trofeo Asccusuy de la Asociación Cultural por los Cuatro Suyos 2012, por contribuir a la difusión de la música peruana
- Medalla “Palabra en Libertad” de la Sociedad Literaria Amantes del País 2016 por trayectoria literaria, periodística y de investigación
- Diploma de Honor del Club Social Miraflores 2016 por el conjunto de su obra

## Obras

### Novelas
- Abrazo esta esperanza (Colmillo Blanco, 1991. Ilustraciones de la artista alemana Christine Rosenthal)
- El patio de la otra casa (1992)
- Que nadie nos espere (San Marcos, 2007)
- Peregrina (Lancom, 2018)

### Cuentos
- Nos estamos quedando solos (1998)
- La casa de Mercedes (2000)

### Poesía
- Banderola de lata (Universidad Alas Peruanas, 2013)

### Literatura infantil y juvenil
- El Señor de Muruhuay y otras lecturas tarmeñas (San Marcos, 2016)

### Otras publicaciones
- Viaje de colores o ratón de un solo hueco (Arte Reda, 1981)
- Los mejores discursos políticos (Escuela Popular, 1985)
- Folklore peruano: danza y canto (Universidad Inca Garcilaso de la Vega, 1991)
- Calendario: Perú Tiempos de Fiesta/Fiesta Times (Unión de Cervecerías Peruanas Backus y Johnston S.A., 1998. Fotografías de Javier Silva Meinel)
- La papa a través de las leyendas e historia (2010)
- Colón y el Papa que lo hizo santo (2014)
- La palabra del espectáculo (Escuela Nacional Superior de Folklore José María Arguedas. Dirección de Investigación, 2015)
- Aimaras y Sikuris: vida y pensamiento del siku phusiri Alfredo Curazzi Callo (Escuela Nacional Superior de Folklore José María Arguedas. Dirección de Investigación, 2016)